# Zāskār Mountains
Zāskār Mountains är en bergskedja i Indien.   Den ligger i delstaten Uttarakhand, i den norra delen av landet, 300 km nordost om huvudstaden New Delhi.